# 0742
0742 è il prefisso telefonico del distretto di Foligno, appartenente al compartimento di Perugia.
Il distretto comprende la parte centrorientale della provincia di Perugia. Confina con i distretti di Perugia (075) a ovest e a nord, di Fabriano (0732) e di Camerino (0737) a est e di Spoleto (0743) a sud.

## Aree locali e comuni
Il distretto di Foligno comprende 10 comuni inclusi nell'unica area locale omonima (ex settori di Foligno, Gualdo Cattaneo e Nocera Umbra). I comuni compresi nel distretto sono: Bevagna, Cannara, Foligno, Giano dell'Umbria, Gualdo Cattaneo, Montefalco, Nocera Umbra, Spello, Trevi e Valtopina .